# 989

## Nașteri
- Gisela de Suabia, fiica ducelui Herman al II-lea de Suabia cu soția sa, Gerberga de Burgundia (d. 1043)

## Decese
- Chavundaraya, comandant militar, poet, ministru la curtea regelui Racamalla al IV-lea din Ganga și important susținător al cultului jainist (n. 940)

- Henric al III-lea de Bavaria, primul duce de Carintia (976 - 978 și 985 - 989), apoi duce de Bavaria (983 și 985), (n. 940)